# Øster Lindet
Øster Lindet – miasto w Danii, w regionie Dania Południowa, w gminie Vejen.